# 114-я лёгкая пехотная дивизия (вермахт)
114-я лёгкая пехотная дивизия (нем. 114. Jäger-Division) — тактическое соединение сухопутных войск вооружённых сил нацистской Германии. Принимала участие во Второй мировой войне. Ранее называлось «714-я пехотная дивизия».

## История
Сформирована 1 мая 1941 в Праге из новобранцев 15-й волны призыва как 714-я пехотная дивизия. Полноценной дивизией не являлась ввиду отсутствия разведывательного батальона, артиллерии и специальных частей и подразделений. 15 мая 1941 переброшена в Сербию. Штаб разместили сначала в Тополе, а затем в Смедерево. Солдаты были размещены в гарнизонах городов Умка, Младеновац, Аранджеловац, Зараевац, Топола, Паланка, Велико-Орашье, Марковац, Лапово, Чуприя, Парачин, Заечар и Бор. По состоянию на сентябрь 1941 года дивизия насчитывала 5827 солдат, 990 младших офицеров, 188 офицеров и 53 военных чминовника. Со второй половины 1941 года дивизия вела борьбу с партизанами.
В первой половине 1942 года дивизия переброшена в Западную Боснию, где с июня по июль 1942 года устроила зачистку множества деревень, расстреливая и партизан, и гражданских лиц. Во второй половине года задействована в битве за Козару при поддержке итальянских войск и хорватских коллаборационистов. 1 апреля 1943 года по личному приказу Гитлера получила статус егерской дивизии (Jäger-Division) и переоснащена, повысив численность до 13 200 человек.
В августе 1943 года в ходе операции «Ахзе» вступила в бой с 6-й Ликской дивизией НОАЮ и прорвалась в Северную Далмацию для разоружения итальянцских войск и контроля за пленными. Оставалась там до декабря 1943 года, пока не начала участвовать в операции «Цитен» и не направилась к Ливно. В январе 1944 года участвовала в операции «Адлер» в Лике и Горском-Которе, а затем перешла под управление 2-й танковой армии и группы армий «B». Позднее переброшена на фронт под Анцио, в апреле 1945 года её разбили и полностью уничтожили итальянские партизаны.

## Военные преступления
Как и большинство дивизий на югославском фронте, 114-я лёгкая пехотная стала печально известной из-за своих преступлений. Так, 7 июня 1944 она сожгла деревню Филетто ди Камарда, истребив всех её жителей в знак мести за четырёх убитых солдат. Один из командиров дивизии Маттиас Рефреггер после войны стал священником, и только в 1969 году его лишили церковного сана, поскольку были обнародованы документы о его участии в резне в итальянской деревне. 22 июня 1944 его же дивизия расстреляла 40 жителей города Губбио, организовав месть за нападение партизан на отряд. На Нюрнбергском трибунале дивизию признали виновной во многочисленных преступлениях против мирных жителей, в Италии же её признали такой же преступной организацией, как и 1-ю парашютно-танковую дивизию «Герман Геринг», 1-ю парашютную дивизию и 16-ю моторизованную дивизию СС.

## Состав
- 721-й лёгкий пехотный полк
- 741-й лёгкий пехотный полк
- 661-й артиллерийский полк
- 114-й разведывательный батальон
- 114-й противотанковый артиллерийский дивизион
- 114-й сапёрный батальон
- 114-й батальон связи
- 114-й батальон снабжения

## Командование
- Генерал-лейтенант Фридрих Шталь (2 мая 1941 — 31 декабря 1942)
- Генерал-лейтенант Йозеф Райхерт (1 января — 20 февраля 1943)
- Генерал горных войск Карл Эгльзер (20 февраля — 1 декабря 1943)
- Генерал-лейтенант Александр Буркин (1 декабря 1943 — 19 мая 1944)
- Генерал-лейтенант доктор Ганс Бёльзен (19 мая — 19 июля 1944)
- Генерал-майор Ганс-Йоахим Эльхерт (19 июля 1944 — 15 апреля 1945)
- Генерал-майор Мартин Штрахаммер (15 апреля — 23 апреля 1945)